# Nikołaj Sołowjow (dyplomata)
Nikołaj Nikołajewicz Sołowjow (ros. Никола́й Никола́евич Соловьёв, ur. 29 listopada 1931, zm. 29 września 1998) – radziecki i rosyjski dyplomata.

## Życiorys
W 1957 ukończył Moskiewski Państwowy Instytut Stosunków Międzynarodowych, 1957-1958 pracował w centralnym aparacie Ministerstwa Spraw Zagranicznych ZSRR, 1958-1961 był radcą Ambasady ZSRR w Japonii, 1961-1966 ponownie pracownik centralnego aparatu MSZ ZSRR. 1966-1971 ponownie pracownik Ambasady ZSRR w Japonii, 1971-1974 ponownie pracownik centralnego aparatu MSZ ZSRR, 1974-1976 zastępca kierownika Wydziału II Dalekowschodniego MSZ ZSRR. Od 13 maja 1986 do 7 sierpnia 1990 ambasador nadzwyczajny i pełnomocny ZSRR w Japonii, od 7 sierpnia 1990 do 24 stycznia 1992 ambasador nadzwyczajny i pełnomocny ZSRR/Rosji w Chinach, 1992-1995 dyrektor Departamentu II (Azji) MSZ Rosji, 1995-1998 ambasador nadzwyczajny i pełnomocny Rosji w Indonezji i Papui-Nowej Gwinei i Kiribati.